# 二里頭文化
二里頭文化，是以現在的中国中原地区為核心，跨越新石器时代晚期和青铜时代早期的考古学文化。以河南省洛阳市偃师区翟镇二里头村的二里头遗址而得名。二里頭文化的核心主要在豫州及冀南。二里頭文化的地域范围包括河南省全境，北直山西省臨汾—晋城一線，東南至安徽省阜陽一帶，南抵湖北省北緣隨棗走廊，西達陝西省丹水、渭南乃至西安地區。

## 發現
文献中对夏朝的记载虽然丰富，但因年代久远，在考古学方面一直没有多少突破，又因始终未能找到同时代的文字记载而被学界质疑。
1959年夏，考古学家徐旭生率领小组开始在河南省中西部、山西省南部一带开展“夏墟”的调查，同年，在河南登封市唐庄乡玉村发现了一处遗址，这便是1960年定名为二里頭文化的首处遗址。随后，又在豫中西南、晋南地区发现了偃师二里头村、巩义稍柴村、登封告成镇、汝州临汝镇煤山街道、方城程庄村、山西运城夏县东下冯村等多处类型相似的二里头文化遗址。其中，因河南偃师二里头村的遗址最为丰富、典型，故得其名。

## 分期
二里头文化有以豫西二里头遗址为代表的二里头类型，和以晋南东下冯遗址（山西运城夏县东下冯村）为代表的东下冯类型。此外又有观点认为汝州临汝镇煤山街道的煤山遗址归属河南龙山文化晚期的特别类型——煤山类型。这些遗址的地点分布均符合文献中记载夏人活动的区域，其地层年代介于河南龙山文化与商代早期的二里岗文化缺环之间的五百余年。仰韶、龙山、二里头、二里岗四个文化在黄河中游区域呈现出文化叠压的现象。二里头文化叠压在商文化之下，龙山、仰韶文化之上。夏朝在文献中的年代概念便是处于新石器时代末期转向青铜时代的过渡期。
依碳-14放射性定年法，二里头文化被定于约前2395年至前1625年间。後來二里头文化被分为四期，时间跨度约为前21世纪～前17世纪。其中一期至二期（前2080年～前1590年）属新石器时代，而三期至四期（前1590年～前1300年），属青铜时代或早商（约成汤时期）时期，其中第三期内涵尤其丰富。
第一期的绝对年代测定为前1620±95年（树轮校正作前2080年—前1690年），以平底夹砂黑陶和泥质黑陶为典型陶器，另有少量灰陶，纹饰以篮纹为主。一期的盆罐物品造型类似河南龙山晚期遗址出土物品。第二期陶器以灰陶为主黑陶为次，细绳纹居多，篮纹减少。三、四期以夹砂灰陶、泥质灰陶为多，罕见黑陶，粗绳纹首次出现，绳纹几乎全面代替篮纹。其绝对年代测定为前1245±90年（树轮校正：前1590年—前1300年），与早商相当。一二期与三四期差异显著。铜器在第二期首次出现，出土四件青铜器，包括三个铜铃和一个嵌绿松石青铜牌。而第三四期层已出土青铜器百余件，说明二里头文化已步入青铜时代。从出土文物的特征看，一二期近似河南龙山文化晚期煤山遗址类型，三四期更接近早商二里岗文化洛达庙期。
後來的研究將二里头文化的年代，更正為约公元前1800年~約公元前1500年。
| 分期   | 年份                      |
| ------ | ------------------------- |
| 第一期 | 公元前1880年~公元前1780年 |
| 第二期 | 公元前1780年~公元前1680年 |
| 第三期 | 公元前1680年~公元前1580年 |
| 第四期 | 公元前1580年~公元前1521年 |

## 遺址

### 分佈
1952年，河南登封的玉村遗址被发现，这是最早发掘的二里头文化遗存，当时并未对此类型的文化进行命名。该文化因1956年发掘郑州洛达庙遗址而曾一度被命名为“洛达庙类型”。1959年起发掘二里头遗址以后，由于其更具典型性，因此这种类型的遗存便被更名为“二里头文化”。二里頭主要的文物有青銅祭器、玉製祭器、嵌有綠松石的小牌飾等等，還有一些工具與武器類的文物。
目前二里头文化已经发现近百处遗址，有河南省洛阳东干沟、矬李、东马沟、陕县七里铺、临汝煤山、郑州洛达庙，杞縣牛角崗、駐馬店楊莊、信陽南山嘴、南阳八里桥，山西省臨汾大柴，陝西省渭南南沙村，湖北省棗陽墓子崗等。

### 戎器
根据二里头文化遗址的考古发掘，夏代戎器(即兵器)以木、石、骨制兵器为大宗，另在三期以后发现少许青铜兵器。木制兵器以殳、棒、弓为主，因木胎易腐，残存器件较少。石制兵器种类很多，以斧、钺、戈、球、箭镞、矛頭为代表。骨、蚌則多用于箭镞制作，以及用于增强木殳、木棒杀伤力的辅助物。三期以后出现青铜兵器，但一直处于少数，可能供应夏王、将领以及社会上层人士佩戴。此外还有青铜和玉石制作的礼仪兵器作为贵族的随葬品。

## 人口
宋镇豪统计高于五千居民的城邑有三座，四至五千人口的有一座，三千人口的有四座，一、二千的有九座，五百到九百的有九座，三百以下的有五座。二十七座样本城邑平均人口1000至1800人，如此估计总人口在24至27万之间。
根據出土的一口陶尊，上面画着一穗有6個帶芒稻粒和兩層稻葉的水稻圖像，証明當時人對水稻不生疏。

## 商业
在二里头遗址发现天然海贝、蚌贝，以及骨贝、石贝、铜贝等人造贝，有可能充当货币使用。

## 城市
-{zh-hans:
;zh-hant:
}-
偃师二里头遗址规模之大是远古黄河流域前所未见的，也是同期考古文化中没有的。它坐落于广大的二里头文化区域的地理中心，可以视为夏代的一座都邑或大型城市。已确认有一、二号两座宫殿，另在二号宫殿北墙还有第四期增修的一处同等大小的六号基址。此二处宫殿建筑群体现出中轴线的布局。一号宫殿略呈正方形，缺东北一角，东西总宽96.2米、南北总长107米，占地总面积9585平方米。主殿堂位于夯土台基北部，坐北朝南，面阔8间、进深3间。四周由墙壁相围，内有廊庑行道，东墙有一侧房。中轴线正南面有敞开的大门，分为三个门道，北部、东部各有一侧门。二号宫殿东西宽58米，南北长72.8米，有四面围墙和东、南、西三面回廊。主体殿堂夯土台基有3米厚度。一、二号宫殿都拥有陶制的排水管道，而二号的设施保存的相对完整。管道由多节圆形陶管连接构成。每节直径在16.5至22厘米间，长52至58厘米，壁厚约2厘米，置于预先挖好的约一米深的地下土沟槽内，以防止渗水。厚达5至7厘米的石板架于沟槽、陶管之上，以防止行人压裂陶管。管道呈西高东低的趋势，通过落差将宫殿庭院内的雨水排出到院外。宫殿区以外有纵横交错的土路、作坊以及夯土城墙。
另外還有5号宫殿，該基址至少由4进院落组成，总面积超过2700平方米，其修建、使用和废弃年代均为二里头文化二期（约公元前1680—前1610年）
。

## 文化

### 艺术
新石器晚期，社会上下开始形成阶级，艺术品亦随之分化。广大的下层人民使用的器物造型实用，纹饰简单，向朴素的审美方向发展。而上层贵族王亲垂青的礼器向着纹饰复杂、造型万变的方向演变。下层器皿纹饰以简单的几何图纹居多，或有牲畜纹、鱼纹等一些与农业生产相关的题材。上层礼器纹饰多见繁杂的云雷纹、眼纹、蛇纹、兽面纹等，题材多与鬼神相关。河南龙山晚期文化与二里头早期文化的陶器制造有相当高的艺术价值。一种黑陶杯具胎片薄如蛋壳，称作“蛋壳杯”，其灰黑的光泽远看仿彿金属制成。器表还刻有花纹镂孔。二里头出土的二、三期陶器表面多施有篮纹、绳纹或方格纹等饰纹，又偶见指甲纹、划纹、羽毛纹、圆圈纹、镂刻等几何图案。三代只有实用器物的装饰艺术，而缺乏从纯艺术动机出发的“为艺术而艺术”的作品。

### 音乐

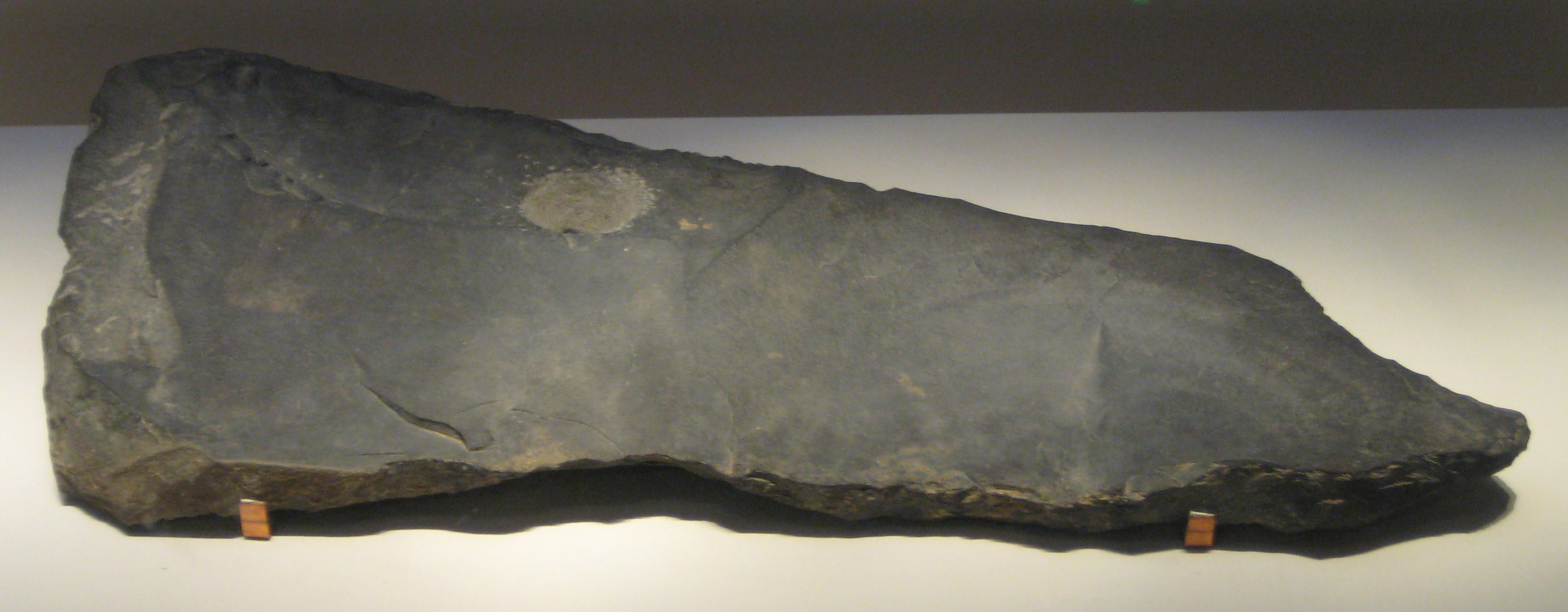
在二里头遗址发掘的造型接近商周时期青铜礼磬的石磬

新石器时期的乐器以骨、木、石、革、陶制作，种类包括摇响器、响球、笛、哨、鼓、磬、钟、铃、埙、号角等。相对周边的考古文化，二里头文化出土的乐器颇为匮乏。1960年在偃师二里头遗址第三期层出土一件灰陶埙，空心，橄榄形，顶部有一小吹口，腰中部一侧有直径0.4厘米的音孔，据测试可发出音分为40和47的a♯、c二音。又发现长55.5厘米、高28.5厘米、厚4.8厘米的石磬，其造型已接近商周时期的青铜礼磬。

### 技术
二里头一、二期和八里桥文物中出现玉制礼器，说明其已经有相当文化水平。此外制陶业在夏代可能已经成为一个独立的极为重要的行业。八里桥遗址出土较多完整陶器。这些陶器制作精美、规格较高，主要以磨光泥质黑皮陶为主；多用于酒器、食器和储藏器。至于青铜器，中国已经发现了二里頭文化的铜刀。如果二里头文化被认为是夏朝时期的文化，那么这件青铜器就是夏朝时期的。夏朝人使用的工具被认为是以石器为主。《周书》记载夏桀时，昆吾氏将泥胚烧作瓦片，说明夏朝晚期的建筑已经开始使用瓦片。

### 宗教

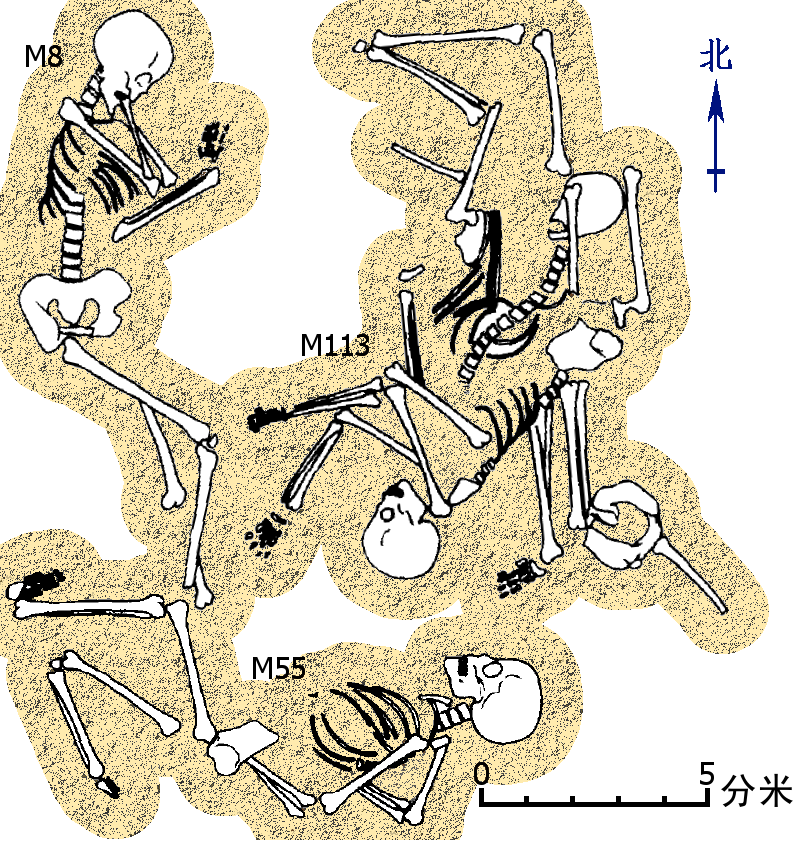
二里头遗址三期三处无圹墓，骨架有捆绑挣扎迹象，表明可能是人祭

远古时期生产力低下，即使在风调雨顺的季节也无法完全避免食物不足的危险，对此人民感到无能为力，设法通过超越自然的力量达到支配自然的愿望以保证丰收，因而牺牲人畜来讨好天神，试图利用祭祀活动摆脱自然世界对人类生存施加的压力。人祭在中国黄河流域最早见于上游的齊家文化，当时多为夫死妻殉，而后又发展成奴仆殉葬，认为妻妾仆人的灵魂可以在死后的世界里服务主人。二里头文化也有人祭的迹象，但规模远小于商朝数以千计的祭祀数量。偃师二里头遗址墓葬分为有圹墓和无圹墓二种。以有圹单人土墓为多数，葬人仰身直肢，陪葬现象较少。此外还有少数的无圹墓，没有随葬品，多见于灰坑附近，偶有碎陶片，甚至有的与牲畜同葬，可见葬人社会地位之低下，生前可能是罪人、战俘或奴隶。许多无圹墓葬人呈现非正常死亡的迹象。葬人身体姿态极不自然，有双手交叉举过头顶、置于胸前或反折于背后等死前被捆绑的迹象，甚至还有一些颅骨破裂，身首分离。可能是夏时期人祭、人殉的证据。除祭人、祭田，夏代还有祭房的祭祀活动。二里头遗址三期一号宫殿四周有几处祭祀坑，发现狗、猪等兽骨。还有五座墓葬点缀于庭院和廊庑区，葬人皆为非正常死亡，无随葬物品，墓穴狭窄，打破宫殿基址，无法确定是奠基祭祀还是落成祭祀。
远古人民在烘烤兽肉时发现骨头炸裂的现象，炸出的裂纹痕形万变，颇为深奥，引起古人的注意，其后在狩猎、战争等活动中取得圆满结果时，人们便开始将二者联系在一起，把它视为神灵对事物的前兆预言，作为知识积累下来，称作占卜。因其步骤复杂、知识繁奥，部落内有专司占卜的巫师，垄断卜骨的解读权。黄河流域在龙山文化时期开始兴盛占卜。《左传》记载夏朝有占卜官吏。二里头文化全四期都有出土牛、羊、猪肩胛卜骨。这些卜骨只在背面烧灼，不钻不凿，未刻字，较殷墟卜辞更为原始。
二里头遗址发现过陶塑蟾蜍、陶龟等形象。蟾蜍代表月神、龟是灵宝，这些陶塑与夏人的信仰有关。

## 陶符

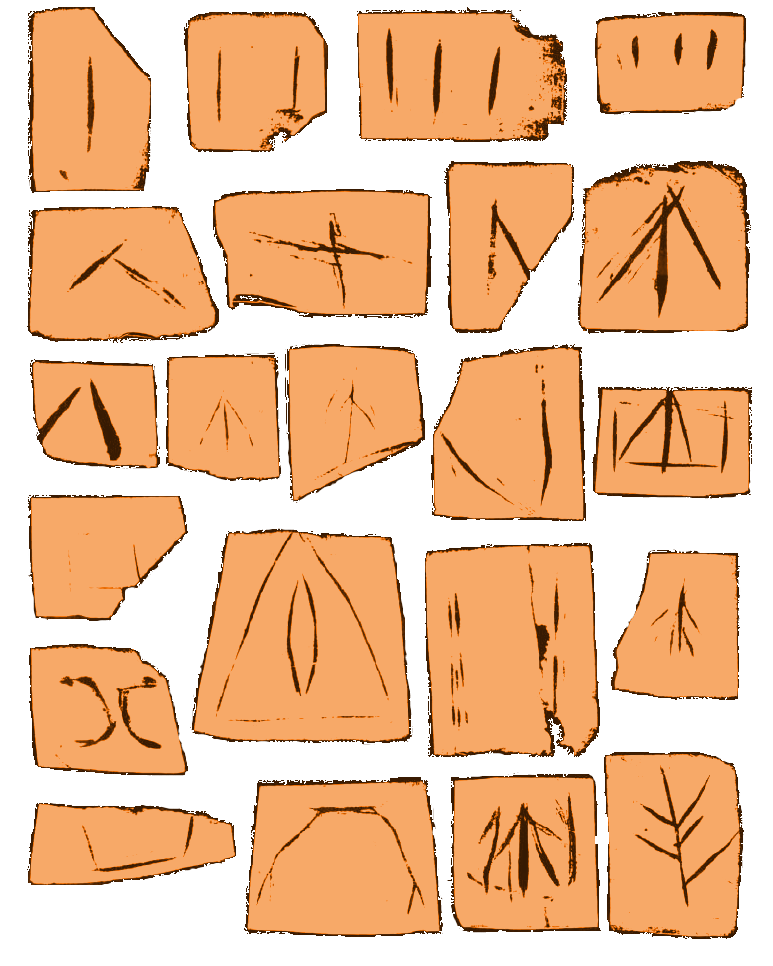
偃师二里头遗址三期陶纹汇集。

据文献记载華夏最早的文字始于黄帝時期的倉頡造字，但根据考古学目前发现最早的文字為盘庚遷殷後的商朝文字，即殷墟出土的甲骨文。殷墟的甲骨文字是一套发达的文字表述系统，至今发现有五千余字，其中解读约三分之一。汉字作为一种象形文字，成字年代理应较早，甲骨文字前必有一套更为原始的文字表述系统，只是目前尚未发现。新石器时期就有绘刻于陶器上的陶符（陶纹符号）出现。这种纹饰的形状有许多类似后期的文字，疑是象形文字的原始雏形。一些陶罐器皿表面绘刻“一”、“二”、“三”、“Ⅿ”、“×”、“个”、“十”、“∧”等简单数字符号，可能用于标示罐器容量。二里头遗址发现陶符二十四种，或许是一种原始文字。由于这些陶符多以单字出现，没有构成语句，所以无法肯定它是用来表示語素的文字。

## 归属爭議
学者们至今對二里頭文化与河南龙山文化晚期是否归属夏文化持有分歧。主要观点有以下十四种：
1. 仰韶文化便是夏文化[註⁠ 7]。
2. （典型）龙山文化是夏文化。
3. 灰陶文化是夏文化。
4. 齊家文化是夏文化。
5. 河南龙山文化是夏文化。
6. 河南龙山文化晚期与二里頭文化一期是夏文化[註⁠ 8]。
7. 河南龙山文化晚期、二里头文化一、二期是夏文化，三、四期属于早商文化。
8. 河南龙山文化晚期与二里头文化全四期属于夏文化。
9. 二里头一至三期属夏文化，四期则属早商文化。
10. 河南龙山文化晚期与二里头一至三期属夏文化，四期则属早商文化。
11. 东下冯类型与陶寺类型文化是夏文化[參⁠ 37][參⁠ 38][參⁠ 39][參⁠ 40]。
12. 良渚文化是夏文化[參⁠ 41]。
13. 二里头四期全属夏文化，而河南龙山文化不属于夏文化[註⁠ 9]。
14. 目前尚未发现夏墟，二里头文化实际是夏时期的早商、先商文化。

「仰韶即夏」和「龙山即夏」论点在1950、60年代有了新的考古发现之后未再提出。1960年代随着多处二里头文化遗址的发现，各分层的归属问题开始浮现，或认为是早商文化、先商文化，或认为是夏文化、夏时期文化。其中以郑州洛达庙遗址为代表的二里头晚期文化的洛达庙类型一度被划归早商文化，随后东干沟、七里铺、灰嘴等遗址亦被划归早商文化。当时的主流观点认为二里头文化是早商文化，而偃师二里头遗址则是汤都西亳。学者们于1977年的登封讨论会上就王城岗、二里头、东下冯三处遗址对二里头文化的归属作出总结。定性“夏文化”为夏王朝时期活动于黄河中下游的夏民族的考古文化遗存，并据此提出四种观点：二里头全四期为夏文化；二里头一二期为夏文化、三四期为早商文化；河南龙山文化晚期与二里头一二期为夏文化、三四期为早商文化；河南龙山文化晚期与二里头全四期为夏文化。前两种观点为主流，而多种观点一致认为二里头文化一二期属夏文化。王玉哲、晁福林等学者认为观点⑦最有说服力，认为一二期与三四期分别属于两个不同的部落文化，而其他观点无法解释第二期与第三期文物特征出现的明显差异。斟酌出土文物的绝对年代可以看出一二期基本处于文献记载的夏朝中晚期，而三四期已跨入到商朝早期。分析文物特征，第三期文物出现两种文化因素并存的现象，此时期偃师地区的政治、文化发生过大变革，一种观点以史籍记载的成汤灭夏作为解释。认为二里头文化全四期属夏文化的学者把二里头文化看作区别于河南龙山文化与二里岗早商文化的独特文化。全四期的文化面貌是一脉相承的。二三期间的变革是一种渐变，不是受到外来因素影响的突变，偃师二里头遗址可能是在第三期才升为都邑，所以兴建城郭。绝对年代跨入早商的第四期被解释作夏文化在商初的遗留。二里头文化一二期是夏文化在中国学术界已经达成共识，且二里头的第一期不是最早的夏文化，又普遍认为偃师二里头遗址是夏都斟鄩。
河南龙山文化晚期根据地域分作晋南三里桥、豫西王湾、豫东王油坊、豫北大寒四种类型，其中豫西王湾类型直接叠压在二里头一、二期文化遗址之下，二者的文化内涵之联系十分密切，二里头一、二期应系由龙山文化王湾类型直接发展而来。杜金鹏认为在二里头二期文化晚期，突然爆发了大规模的远距离迁徙，其后的三、四期较前二期分布更广，二里头后期文化的传播地点又与桀奔南巢、桀子迁北的记载吻合，非事出偶然，应与夏商之际夏部落的迁徙相关。二里头一期的文化面貌不同于后三期，一期本身持续时间不长，夏文化应该还包括相似的河南或中原的龙山文化晚期，其中豫西龙山文化晚期的遗址主要分布于洛阳平原，与二里头一期文化遗址的分布相符，二者的考古学年代总跨约四百八十年左右，与《竹书纪年》记载夏积年四百七十一年相近。1980年代初，孙华等认为河南龙山文化与二里头文化之间尚有约百年的缺环，河南龙山文化晚期的文化特征仍然处于原始氏族部落阶段，并没有国家形成的迹象，可能只有豫西类型的其中一种属于夏部落的先夏文化。二里岗文化下层是二里头文化四期的衍生文化，是属于继夏兴起的早商文化，只有其前的二里头文化一至三期属于夏文化。1980年代中后期，在河南新密市发现新砦遗址，随后又在附近发现类型相似的遗址，从而弥补了河南龙山文化晚期与二里头文化一期之间的文化空白，被称作二里头文化的新砦期，其下又分作早晚二期，使得二里头文化的分期增加至六期。新砦期文化的文化遗存的特征介于河南龙山文化晚期与二里头文化之间，沿袭关系非常明显，是二者的文化过渡期。1983年发现的偃师商城始建于二里头文化第四期，距离二里头遗址仅6公里，可以算是夏衰商兴的表现，所以夏商的分界线应当在三、四期之间，前三期与新砦期属于夏文化，而河南龙山文化晚期的王城岗遗址可能是最早的夏文化的遗存。

## 影響
據考古研究，早在夏代，二里頭文化已影響長江以南乃至長三角地區，如在江漢地區、在成都平原的三星堆遺址所出土的文物也發現有二里頭文化的影響，在江浙一帶的新石器時代遺址及在齊家文化中也發現有二里頭文化的因素，表明二里頭文化的影響力已達甘青東部地區。而在北部，考古工作者發現太原地區的遺址遺存具有二里頭文化的因素，可見二里頭文化已推進至晋中地區。
二里头文化南传的路线有两条。西线从南阳盆地过随枣走廊进入长江中游的江汉平原地区，再分东、西两路，西路从江汉平原西部溯江而上经三峡向西到达川西成都平原，或南过长江进入湘西的澧水和沅水流域; 东路从江汉平原东部地区顺江东下至九江再转入赣江流域和鄱阳湖地区，或南渡长江沿幕阜山西麓、洞庭湖东岸进入湘江流域。东线从淮河上游的豫南过淮河进入安徽江淮地区。
仅从目前的材料来说，二里头文化从西线大规模南传始自二里头三期，也不排除始自二里头二期的可能。至迟到二里头四期，二里头文化已经占据了江汉平原地区。而太湖流域马桥文化出土二里头因素遗物遗存的年代也被断代为二里头二期。二里头文化南传的方式在不同的时期
和背景下是有所区别。二里头文化存在时期，南传是有目的的主动扩张，而夏商文化更替时，其南传则是被动迁徙。这反映在考古学文化上是有差别的。前一种遗存中，二里头文化因素占重要地位，后一种遗存中，二里头文化因素所占分量较小， 其特征也有较大变异，并且成为地方文化的组成部分。
二里头文化遗存分布地区，比商文化或西周文化在南方传播的范围大很多，如果这一地域是二里头文化主动扩张所达，那么商文化替代二里头文化后必然会继承其扩张的成果，商文化的分布范围应该更大。但我们看到的并非如此，这只能解释为商文化强大压力下，二里头文化先民被迫向其原控制范围的外围地区多次迁徙。
从考古学层面上说，二里头文化南传，终结了南方地区自新石器时代以来的本地文化的发展轨迹和模式，开启了宏观上伴随中原地区文化变迁节奏而发展的新阶段。同时，二里头文化南传给业已衰落的南方地区文化强烈的外部刺激，促使南方各地域文化以新的面貌复兴。新石器时代末期，随着石家河文化、良渚文化等突然衰亡，南方地区古代文化发展进入低潮，这为中原文化南下提供了条件。长江中游地区的石家河文化或其孑遗(后石家河文化)因二里头文化南下而彻底消失，南阳盆地、江汉平原等地则受二里头文化直接控制，长江上游成都平原的宝墩文化也因为二里头文化的西进形成了三星堆文化，江淮地区在二里头文化因素的参与下形成了斗鸡台文化，太湖流域的马桥文化也是本地前期良渚文化遗留与二里头文化结合的产物。这些新的地域文化尽管或多或少地保留着本地新石器时代文化的传统，但主体面貌均有很大变化，而且外来文化所占分量较大甚至起主导作用。二里头文化可能并没有直接占领和控制长江和淮河以南地区，但其影响波及到了上述地区，斗鸡台文化、马桥文化中大量二里头文化因素的存在甚至已经不能仅仅解释为影响了，而是二里头文化直接参与的结果。
此外，二里头文化相关遗物在福建、两广及港澳和东南亚地区也有零星发现，如广东东莞村头、香港南丫岛大湾等地出土的牙璋等。
从历史学层面上说，二里头文化南传是南方地区纳入中原王朝的四土-五服系統(九州，又名十二州)的开始。